# Citrusmot
De citrusmot (Prays citri) is een vlinder uit de familie Praydidae. De wetenschappelijke naam van de soort werd in 1873 gepubliceerd door Millière.